# Санто-Стефано-аль-Маре
Санто-Стефано-аль-Маре (итал. Santo Stefano al Mare) — коммуна в Италии, располагается в регионе Лигурия, в провинции Империя.
Население составляет 2310 человек (2008 г.), плотность населения составляет 906 чел./км². Занимает площадь 3 км². Почтовый индекс — 18010. Телефонный код — 0184.
Покровителем коммуны почитается святой первомученик Стефан, празднование 3 августа.

## Демография
Динамика населения:

## Администрация коммуны
- Официальный сайт: http://www.comune.santostefanoalmare.im.it